# Клірвотер (округ, Міннесота)
Шаблон:StateAbbr_ 47°34′ пн. ш. 95°23′ зх. д. / 47.57° пн. ш. 95.38° зх. д.
Округ Клірвотер (англ. Clearwater County) — округ (графство) у штаті Міннесота, США. Ідентифікатор округу 27029.

## Історія
Округ утворений 1902 року.

## Демографія
За даними перепису
2000 року
загальне населення округу становило 8423 осіб, усе сільське.
Серед мешканців округу чоловіків було 4235, а жінок — 4188. В окрузі було 3330 домогосподарств, 2288 родин, які мешкали в 4114 будинках.
Середній розмір родини становив 3,02.
Віковий розподіл населення поданий у таблиці:
| Стать    | До 15 років | 15-21 | 22-29 | 30-39 | 40-49 | 50-65 | 65-85 | Понад 85 |
| -------- | ----------- | ----- | ----- | ----- | ----- | ----- | ----- | -------- |
| Чоловіки | 894         | 437   | 340   | 525   | 623   | 735   | 593   | 88       |
| Жінки    | 853         | 405   | 328   | 473   | 644   | 694   | 624   | 167      |

## Суміжні округи
- Белтремі — північний схід
- Габбард — південний схід
- Бекер — південь
- Меномен — південний захід
- Полк — захід
- Пеннінгтон — північний захід

## Виноски
1. ↑  US Decennial Census. US Census Bureau. Архів оригіналу за 26 квітня 2015. Процитовано 6 жовтня 2014.
2. ↑  Historical Census Browser. University of Virginia Library. Архів оригіналу за 26 грудня 2013. Процитовано 6 жовтня 2014.
3. ↑  Population of Counties by Decennial Census: 1900 to 1990. US Census Bureau. Архів оригіналу за 4 серпня 2014. Процитовано 6 жовтня 2014.
4. ↑  Census 2000 PHC-T-4. Ranking Tables for Counties: 1990 and 2000 (PDF). US Census Bureau. Архів оригіналу (PDF) за 18 грудня 2014. Процитовано 6 жовтня 2014.
5. ↑  State & County QuickFacts. Бюро перепису населення США. Архів оригіналу за 12 грудня 2015. Процитовано 31 серпня 2013.(англ.) Наведено за англійською вікіпедією.
6. ↑  American FactFinder. Бюро перепису населення США. Архів оригіналу за 29 липня 2011. Процитовано 31 січня 2008.

| США | Це незавершена стаття з географії США. Ви можете допомогти проєкту, виправивши або дописавши її. |